# Emergencia (telenovela)
Emergencia es una teleserie ecuatoriana emitida por la cadena TC Televisión entre los años 1999 y 2002, la cual mostraba la realidad cotidiana de la atención médica de los hospitales públicos del Ecuador.
Protagonizada por Xavier Pimentel, Cynthia Bayona, Juan Fernando Rojas y Maricela Gómez, con la participación antagónica de Laura Suárez. Contando además con las actuaciones estelares de Pepe Sánchez, Paola Farías y los primeros actores Mirella Tironi y Alejandro Pinto.

## Trama
La historia gira en torno a la realidad cotidiana de la atención médica de los hospitales públicos del Ecuador.

## Elenco
- Xavier Pimentel - Doctor Santiago Andrés Cárdenas García
- Cynthia Bayona - Doctora Sandra Perez Miró
- Pepe Sánchez - Doctor Rafael Pardo
- Maricela Gómez - Doctora Rosario Tama
- Mirella Tironi - Enfermera Marilyn Moncayo
- Alejandro Pinto - Doctor Emilio Morla
- Laura Suárez - Doctora Nicole Lombardi [4]
- Katty Yoncón - Doctora Alejandra Peña
- Juan Fernando Rojas - Carlos Peñafiel
- Paola Farías - Doctora Pilar Ruiz
- José Luis Terán - Doctor Eduardo Terán